# Hartmann Samuel Hoffmann von Löwenfeld

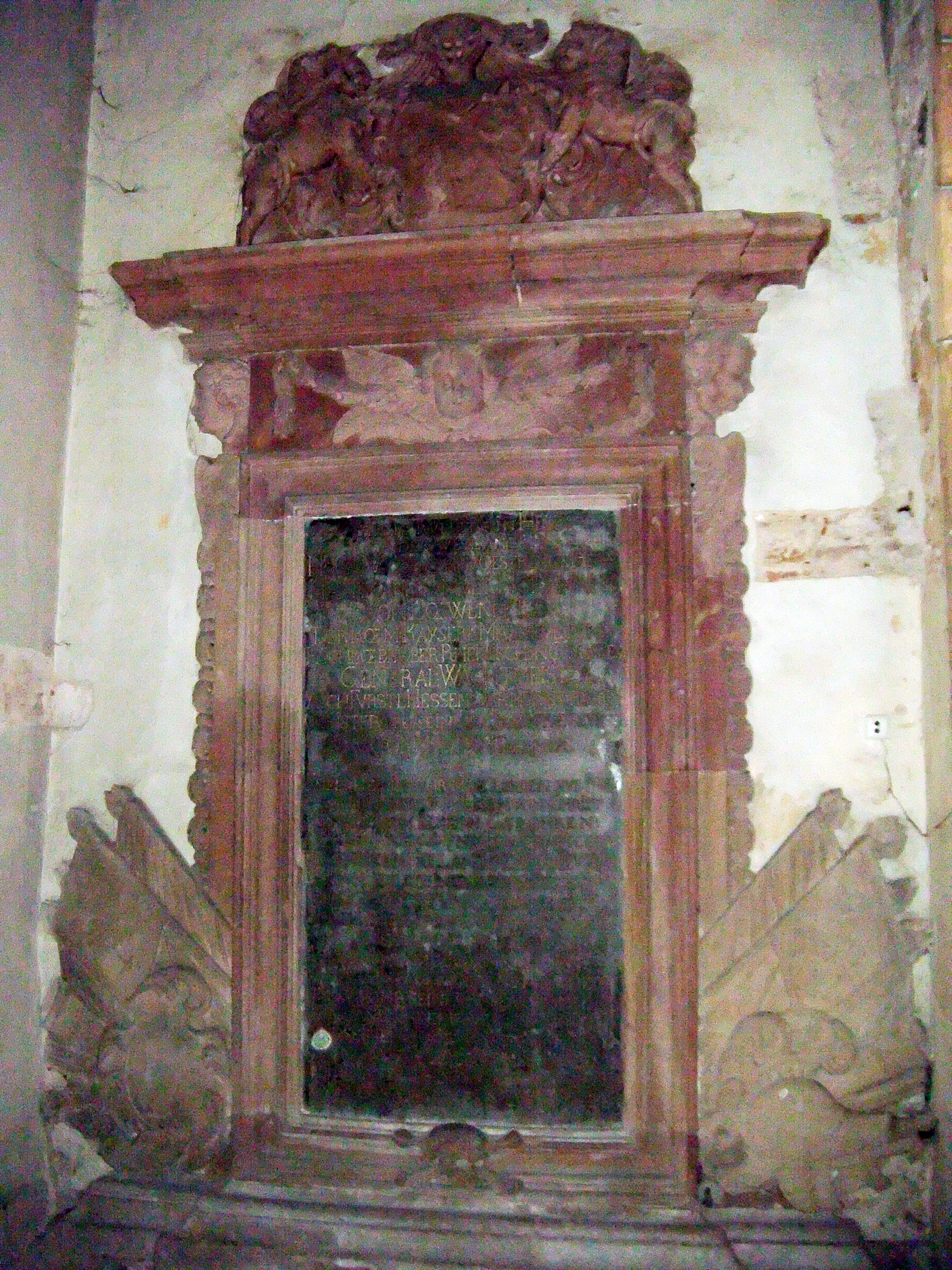
Grabmal, Landau in der Pfalz, Katharinenkapelle

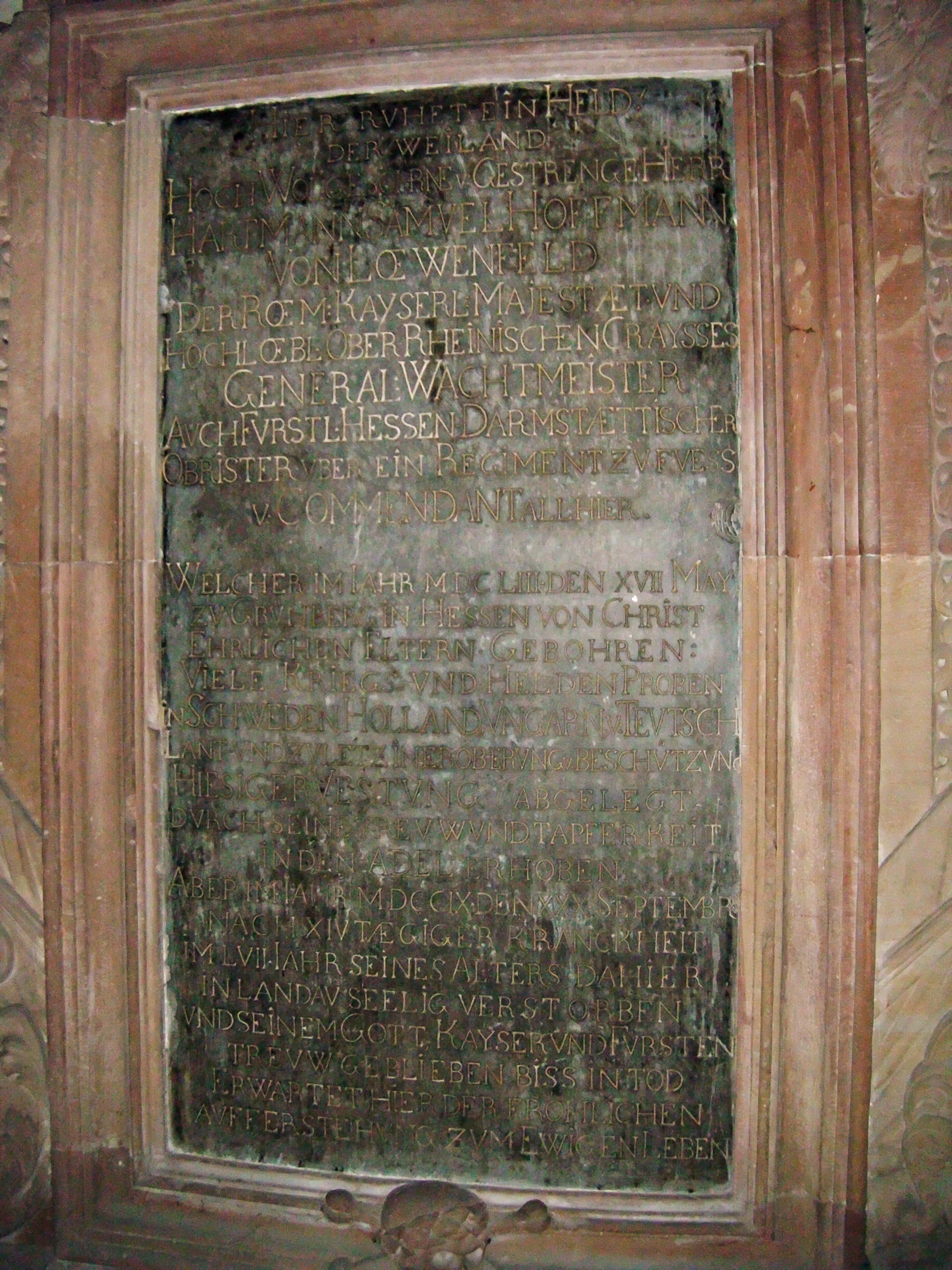
Grabinschrift

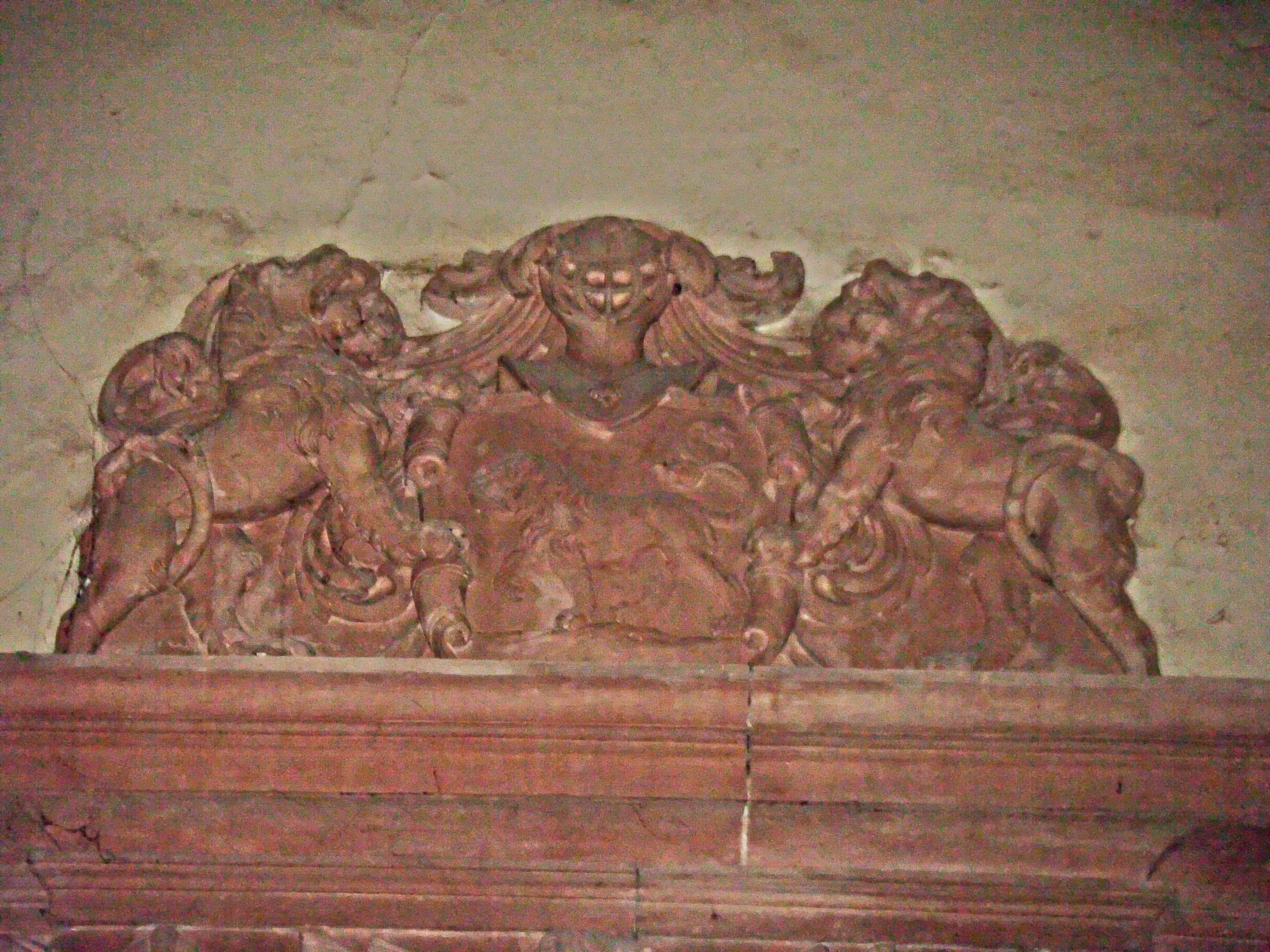
Wappen vom Grab

Hartmann Samuel Hoffmann, ab 1707 Hoffmann von Löwenfeld (* 17. Mai 1653 in Grünberg (Hessen); † 30. September 1709 in Landau in der Pfalz) war ein geadelter  Generalfeldwachtmeister (Generalmajor) der kaiserlichen Reichsarmee.

## Leben
Er war der Sohn des Grünberger Amtmannes Johannes Hoffmann und dessen Gattin Barbara geb. Krebs und schlug die militärische Laufbahn ein.
Zunächst in schwedischen Diensten stehend, trat Hoffmann 1677 in die deutsche Reichsarmee ein und wurde Leutnant bei der hessen-darmstädtischen Kreiskompanie „Fasold“, 1683 Kapitän der 2. Kreiskompanie, 1689 Kompaniechef. Mit dieser Einheit kämpfte er auch im Türkenkrieg, wobei mehrere Ereignisberichte erhalten blieben, die der Offizier 1687 von dort an seine Regentin Elisabeth Dorothea von Hessen-Darmstadt sandte. 1690 wurde er Obristwachtmeister im 1. Oberrheinischen Regiment, 1693 Obristleutnant im Regiment „Schrautenbach“, der Stammformation des späteren Hessischen Leibgarde-Infanterie-Regiments Nr. 115 1697 stellte man das neue Hessen-Darmstädtische Kreisregiment auf, zu dem Hoffmann mit seiner Kompanie nun überwechselte und bald auch Regimentskommandeur wurde.
Als Chef dieser Einheit nahm er mit der Reichsarmee von 1702 bis 1704 im Spanischen Erbfolgekrieg an den gegen die Franzosen geführten Kämpfen um Landau in der Pfalz teil. Sowohl bei der Belagerung und Eroberung von 1702 als auch bei jener von 1704 war er einer der Hauptakteure.
1705 starb Generalmajor Johann Christoph von Buttlar, Generalfeldwachtmeister der Reichstruppen des Oberrheinischen Kreises und der Kaiser ernannte Hartmann Samuel Hoffmann zu dessen Nachfolger, gleichzeitig zum Interimskommandanten der Festung Landau. Nach dem Tod von General Julius Heinrich von Friesen († 1706) rückte er als ordentlicher Kommandant nach. Landgraf  Ernst Ludwig von Hessen-Darmstadt verlieh ihm als Landesherr den Rang eines Generalmajors seiner Streitkräfte.
Am 22. Januar 1707 erhob Kaiser Joseph I. Hartmann Samuel Hoffmann in den erblichen Adelsstand und verlieh ihm das Prädikat „von Löwenfeld“. Er nannte sich seither Hartmann Samuel Hoffmann von Löwenfeld, sein Wappen zeigte einen auf vier Pfoten schreitenden Löwen. Im Adelsbrief werden sein „löblicher Wandel“, seine „sonderbaren Tugenden“, seine „Vernunft“ sowie seine „fürtrefflichen Qualitäten und Kriegserfahrenheit“ hervorgehoben.
Der General starb 1709, im Alter von nur 56 Jahren, in Landau. Es hielt sich das Gerücht, er sei von den Franzosen vergiftet worden. Man begrub ihn in der Landauer Katharinenkapelle, wo sich sein Grabmal im nördlichen Seitenschiff befindet.

## Familie
Hartmann Samuel Hoffmann von Löwenfeld ehelichte 1684 Maria Juliana Seidel (1664–1696), mit der er sechs Kinder hatte. 1698 heiratete er Agnes Christina Vultejus (1678–1758) aus Marburg. Dieser Ehe entsprangen nochmals fünf Kinder, darunter der hessische Oberst Georg Wilhelm Christian Hoffmann von Löwenfeld (1707–1761). Dessen Sohn Hartmann Georg Wilhelm Hoffmann von Löwenfeld kämpfte im Amerikanischen Unabhängigkeitskrieg und fiel am 17. November 1776 bei Fort Washington als Major im Hessen-Kasseler Regiment Landgraf.